# Fokker V.6
Fokker V.6 là một mẫu thử máy bay tiêm kích ba tầng cánh của Đức trong Chiến tranh thế giới I.

## Tính năng kỹ chiến thuật (Fokker V.6)
Đặc tính tổng quan
- Động cơ: 1 × Mercedes D.II , 89 kW (120 hp)

Hiệu suất bay